# (6395) Hilliard
(6395) Hilliard es un asteroide perteneciente al cinturón de asteroides, descubierto el 21 de octubre de 1990 por Yoshio Kushida y el también astrónomo Osamu Muramatsu desde el Yatsugatake-Kobuchizawa Observatory, Japón.

## Designación y nombre
Designado provisionalmente como 1990 UE1. Fue nombrado en honor a Elizabeth (1903-2001) y Leslie Hilliard (1905-1997), quienes adquirieron la casa en Bath, Inglaterra, desde cuyo jardín Herschel descubrió a Urano. Los Hilliard restauraron el edificio histórico y se lo dieron a la Sociedad William Herschel. Durante muchos años trabajaron incansablemente para la sociedad tras la inauguración del Museo Herschel en la casa el 13 de marzo de 1981, el 200 aniversario del descubrimiento del planeta. La casa del siglo XVIII se salvó así de la amenaza del "desarrollo" y continúa deleitando a visitantes de todo el mundo. Los Hilliard también compraron la Torre Lansdown, que había sido construida en Bath en 1827 por William Beckford, un famoso escritor y conocedor del arte.

## Características orbitales
Hilliard está situado a una distancia media del Sol de 2,413 ua, pudiendo alejarse hasta 2,896 ua y acercarse hasta 1,931 ua. Su excentricidad es 0,200 y la inclinación orbital 1,498 grados. Emplea 1369,22 días en completar una órbita alrededor del Sol.
Pertenece a la familia de asteroides de (135) Hertha.

## Características físicas
La magnitud absoluta de Hilliard es 14,13. Tiene 4,082 km de diámetro y su albedo se estima en 0,351. 